# Podospora longicollis
Podospora longicollis är en svampart som först beskrevs av Lawrence Marion Ames, och fick sitt nu gällande namn av J.H. Mirza & Cain 1970. Podospora longicollis ingår i släktet Podospora och familjen Lasiosphaeriaceae.   Inga underarter finns listade i Catalogue of Life.